# Непочтовые марки Украины

Марка украинской диаспоры в США, посвящённая Вячеславу Черноволу

Непочто́вые ма́рки Украи́ны — марки, выпускавшиеся главным образом в XX веке различными украинскими организациями (как советскими, так и несоветскими и антисоветскими) и не являющиеся знаками почтовой оплаты.

## Описание
Непочтовые марки Украины, как и другие марки подобного рода, представляют собой предмет особой области коллекционирования — эрринофилии. Служили для сбора средств на те или иные цели, а также для украинской пропаганды. Иногда эти марки гасили специальными штемпелями.
На сегодняшний день было каталогизировано около 2000 экземпляров разных непочтовых украинских марок, наклеек, блоков, сцепок и цельных вещей.

## Непочтовые марки Советской Украины
В советское время на территории Украины распространялись марки и виньетки добровольных целевых сборов, включая благотворительные сборы. Например, после Гражданской войны выпускались знаки с лозунгом «Все на помощь безработным!» и датой «1924 г.». Они были изготовлены в типографии «Киево-Печати», с разрешения Управления печати за № 3966, и известны в двух номиналах: 5 копеек — синие и 10 копеек — розовые; встречаются как гуммированные, так и не гуммированные, с зубцовкой и без таковой.
Ещё одним интересным видом непочтовых марок этого периода являются марки сборов международной помощи:
|                                                                            |                                          |
| Марка МОПРа укр. «На допомогу політв'язням» («На помощь политзаключённым») | Членский билет МОПРа на украинском языке |

Кроме того, широко распространялись марки уплаты членских взносов в различные добровольные общества:
| Непочтовые марки СССР уплаты членских взносов в украинские добровольные общества (1970—1980-е) | Непочтовые марки СССР уплаты членских взносов в украинские добровольные общества (1970—1980-е) |
| --- | ---------------------------------------------------------------------------------------------- |
| |                                                                                                |
| Украинское общество охраны памятников истории и культуры (1970-е; слева направо): памятники матросу П. Кошке (Севастополь), лейтенанту П. П. Шмидту (Николаевская область), В. И. Ленину (Киев), «Легендарная тачанка» (Херсонская область) и в честь провозглашения Советской власти (Харьков) |                                                                                                |

|                                                                  |                                                     |
| Республиканское общество спасания на водах Украинской ССР (1976) | Добровольное общество автомотолюбителей УССР (1981) |

## Выпуски правительства УНР в изгнании
Правительство Украинской Народной Республики (УНР) в изгнании в Мюнхене продолжало выпускать марки в конце 1940-х — в начале 1950-х годов (в 1930-х годах вышло также несколько выпусков в Варшаве) и призывало украинских эмигрантов дополнительно оплачивать внутреннюю украинскую корреспонденцию марками УНР. Руководил почтовым отделом и отвечал за выпуск марок Юлиан Максимчук, занимавшийся также во второй половине XX века каталогизацией украинских официальных и неофициальных выпусков, а также марок с украинской тематикой.

Марка Подпольной почты Украины, посвящённая одному из эпизодов Гражданской войны — бою под Крутами (1951)

## Подпольная почта Украины

Марка Подпольной почты Украины: аллегория Украины с мечом (1951)

Подпольная почта Украины (укр. Підпільна Пошта України — ППУ) служила пропагандистским целям, выпуская непочтовые марки, которые наклеивались на письма рядом с государственными марками. Её вёл в 1949—1983 годах Заграничный почтовый отдел Подпольной почты Украины Заграничных Частей (Закордонний Поштовий Відділ Підпільної Пошти України Закордонних Частин) Организации украинских националистов (ОУН).

## Лагерная почта
Лагерные почты обслуживали украинские лагеря для перемещённых лиц в Германии в 1947—1950 годах и лагерь пленных солдат 1-й Украинской дивизии Украинской национальной армии в Римини (Италия) в 1946—1947 годах. Эти лагеря выпускали собственные марки и цельные вещи, гасили их своими штемпелями и осуществляли таким образом почтовую службу. Лагерная почта действовала в следующих лагерях:
- Регенсбург (усадьба Гангофер) — 36 выпусков, с 30 июня 1947 года;
- Байройт (казармы Леопольда) — 12 выпусков, с 12 декабря 1948 года;
- Новый Ульм (казармы Людендорфа) — 22 выпуска с надпечаткой, с 7 сентября 1949 года;
- Ульм-на-Дунае (казармы Седан) — 4 выпуска с надпечаткой, с 1 мая 1950 года;
- Римини — 28 марок и блок, 12 открыток, с номиналом в шагах, гривнах или лирах и два штемпеля, с 19 августа 1946 по июнь 1947 года.[2]

Выпуски украинских лагерных почт
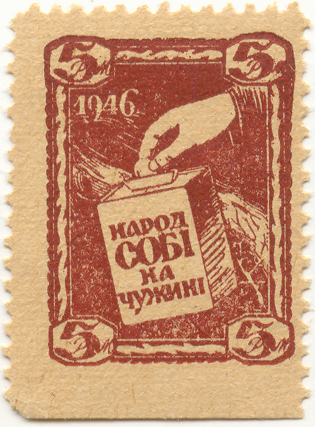
Марка 1946 года с надписью укр. «Народ собі на чужині» («Народ себе на чужбине»)
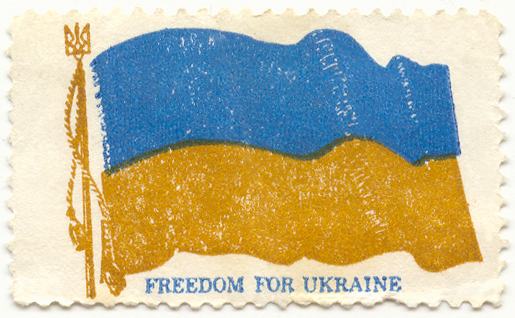
Флаг Украины с надписью англ. «Freedom for Ukraine» («Свободу для Украины»)
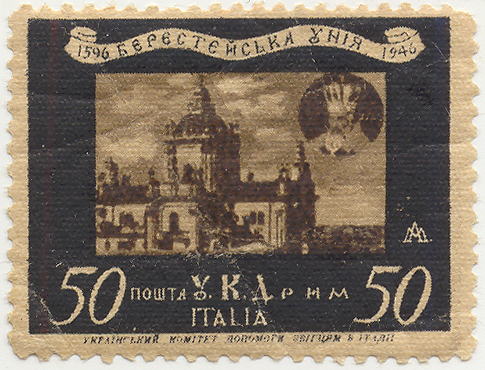
Украинский комитет помощи беженцам в Италии (Український комітет допомоги збігцям в Італії; Рим, 1946): 350 лет Брестской унии

Первая марка украинской диаспоры в США, посвящённая 10-летию переселения украинской капеллы бандуристов из немецкого лагеря для перемещённых лиц в США (1957)

## Выпуски диаспоры в Северной Америке
В 1957 году в Детройте была выпущена юбилейная марка по случаю 10-й годовщины переселения украинской капеллы бандуристов из немецкого лагеря для перемещённых лиц в США. Автором идеи выпуска этой марки был член капеллы Пётр Гончаренко (Петро Гончаренко), макет подготовил художник Иван Яцив, выходец из села Коленцы на Ивано-Франковщине.

Марка украинской диаспоры в США (1970): 100 лет со дня рождения В. И. Ленина. Надпись на английском языке гласит: «Ленин, отец убийцы наций — СССР. 70 000 000 жертв к 100-летию его рождения»

Издание марки было положительно оценено украинской диаспорой. Поэтому в 1960 году было принято решение издавать марки каждый год по случаю рождественских праздников и для сбора средств в поддержку капеллы бандуристов и других общественных проектов.

Марки украинской диаспоры в Канаде, посвящённые УПА и выпущенные для сбора средств на постройку памятника УПА (1987)

Со временем на марках появились пропагандистские сюжеты для ознакомления западного мира с историческим прошлым Украины и её выдающимися личностями. Были выпущены марки с портретами княгини Ольги, Владимира Красное Солнышко, Ивана Мазепы, Николая Костомарова, Симона Петлюры, Михаила Грушевского, Владимира Винниченко и других. Многие марки отображали различные жизненные периоды Тараса Шевченко и Леси Украинки.
Значительное количество марок было посвящено украинским диссидентам, в частности Валентину Морозу, Василию Стусу, Анатолию Марченко, Алле Горской, Вячеславу Чорновилу, а также трагическим страницам в истории Украины.
Диаспорные марки разрешалось наклеивать на письма, посылки и прочие почтовые отправления рядом с почтовыми марками США. Идеологом этой марочной акции вплоть до 1996 года был Пётр Гончаренко, а художником 90 % марок является художник Иван Яцив, житель Виндзора (Канада).

## Марки пластовой почты

Марка пластовой почты, посвящённая 50-й годовщине организации Пласт: волынская писанка (Торонто, 1961)

Марки пластовой почты — непочтовые марки, издаваемые различными подразделениями украинской скаутской организации Пласт. Их начали выпускать в разных странах мира ещё перед Второй мировой войной. После войны марки пластовой почты выпускались в лагерях украинских беженцев в Германии. С марта 1952 года пластовые марки выпускались преимущественно на местах нового поселения пластунов в Канаде, а впоследствии и в США.